# John Parker Hawkins
Pour les articles homonymes, voir John Hawkins, Hawkins, John Parker (homonymie) et Parker.
John Parker Hawkins (29 septembre 1830 – 7 février 1914) est un officier de carrière de l'armée des États-Unis qui a servi comme brigadier général au cours de la guerre de Sécession, au cours de laquelle il a servi comme officier commissaire et commandant de troupes de couleur. Après la guerre, il reste dans l'armée et atteint le poste de commissaire général de la subsistance de l'armée des États-Unis.

## Avant la guerre
Hawkins naît à Indianapolis, dans l'Indiana, le fils de John Hawkins et Elizabeth (née Waller) ; sa sœur aînée est Louisa Hawkins Canby (qui a épousé le major-général Edward Canby). Il est diplômé de West Point en 1852, quarantième sur une promotion de 43 cadets, et rejoint le 2nd U.S. Infantry. Lorsque la guerre de Sécession commence en 1861, il est premier lieutenant, et quartier-maître régimentaire du 6th U.S. Infantry.

## Guerre de Sécession
Parker est promu capitaine le 3 août 1861, et est affecté dans le Missouri pour servir en tant que commissaire de la subsistance. Il est envoyé dans l'ouest du Tennessee en 1862, et est promu lieutenant-colonel le 1er novembre de cette même année. Le mois suivant, il devient commissaire général pour l'armée du Tennessee du général Grant. Le 25 avril 1863, le président Abraham Lincoln nomme Hawkins au grade de brigadier général des volontaires des États-Unis, avec effet au 13 avril 1863. Cependant, le sénat renvoie la nomination au président le 1er avril 1864. Le lendemain, Lincoln nomme de nouveau Hawkins et le sénat confirme par la suite la nomination, le 18 avril 1864.
Hawkins est affecté au commandement d'une brigade des United States Colored Troops (USCT) et le district de Louisiane nord-orientale. En avril 1864, il prend le commandement de la première division des USCT. Lui et sa division se distinguent lors de l'assaut à la bataille de Fort Blakely, le 9 avril 1865, qui aboutit à la capture de Mobile, en Alabama. Hawkins quitte le service actif de l'armée de l'Union le 1er février 1866.
Dans la vague des promotions massives à la fin de la guerre, Hawkins est breveté major général des volontaires des États-Unis et de l'armée régulière

## Après la guerre
Hawkins reste dans l'armée et reprend son grade de capitaine dans le département de la subsistance. Il épouse Jane Bethuxe Craig, fille de l'ancien chef de l'ordonnance, le colonel Henry K. Craig, le 10 octobre 1867. Il sert dans un certain nombre de postes et obtient une série de promotions : de commandant le 23 juin 1874 ; de lieutenant-colonel le 3 septembre 1889 ; et de colonel le 12 mars 1892. Il est nommé commissaire général de la subsistance de l'armée des États-Unis avec le grade de brigadier général le 2 décembre 1892, et reste à ce poste jusqu'à ce qu'il démissionne le 29 septembre 1894, âgé de 64 ans. Il décède le 7 février 1914, à Indianapolis, dans l'Indiana, sa fille étant encore vivante, et est enterré dans le cimetière de Crown Hill. Sa femme l'avait précédé dans la mort le 13 avril 1913.

## Ouvrages publiés
- Memoranda concerning some branches of the Hawkins family and connections (1913)